# Мицкевичевский батальон
Мицкевичевский батальон или Батальон Адама Мицкевича (исп. Batallón Adam Mickiewicz, пол. Batalion im. Adama Mickiewicza) — польский пехотный батальон, составная часть XIII-й польской интербригады, сражавшейся в Гражданской войне в Испании на стороне республиканцев.

## Краткая история
Образован из роты имени Мицкевича и батальона имени Палафокса. Рота изначально сформирована 18 ноября 1936 в Альбасете. Некоторое время подчинялась командованию Чапаевского батальона. После перереформирования в батальон с 4 по 27 октября 1937 отряд мицкевичевцев состоял в XIII-й интербригаде. Батальон распущен 24 сентября 1938 после капитуляции республиканцев.
Батальоном издавалась газета «Żołnierz Wolności».

## Командный состав

### Командиры
- Болеслав «Эдуард» Молоец (27 октября 1937 — 28 марта 1938)
- Ян Гацек (28 марта — 8 апреля 1938)
- Леон Ваховяк (8 апреля — 10 июня 1938)
- Францишек Ксенжарчик (10 июня — 24 сентября 1938)

### Политруки
- Василь Ласовы (27 октября — 16 декабря 1937)
- Лама Аргентиньчик (16 декабря 1937 — 16 февраля 1938)
- Игнасий «Фойерберг» Кжемень (16 февраля — 14 июня 1938)
- Боеслав Масьланкевич (14 июня — 25 июля 1938)
- Эмилио Руэда (25 июля — 2 сентября 1938)
- Роблес (2 — 20 сентября 1938)
- Болеслав Елень (20 — 24 сентября 1938)

### Адъютанты
- Роман Штефаньский (27 октября 1937 — 16 февраля 1938)
- Леон Ваховяк (16 февраля — 16 марта 1938)
- Ян Гацек (16 — 28 марта 1938)
- Генрки Торуньчик (28 марта — 9 апреля 1938)
- Даниэль Абрамович (9 апреля — 27 июля 1938)
- Виктор Менцель (27 июля — 24 сентября 1938)